# Palazzo De Beni
Il palazzo De Beni già palazzo Maffeis si trova in via Pignolo ai civico 72-74 nella parte bassa della città di Bergamo. La via che fa da collegamento tra la parte alta della città sede degli antichi uffici amministrativi, e la parte bassa venne nel XVI secolo urbanizzata da borghesi che si erano arricchiti grazie al commercio principalmente dei panni di lana e delle sete. 

## Storia
Il palazzo è la fusione di due distinti edifici, il primo indicato al civico 72, venne costruito intorno al 1515, come attesta la data incisa nel basamento di una colonna. Come documentano i numerosi stemmi della parentela scolpiti sui fusti delle colonne e sugli architravi delle porte (quelle sopravvissute ai saccheggi di fine Ottocento) rimandano alle donne della famiglia, madre, moglie e nuore e generi di Zovannino fu Antonello Cassotti de Mazzoleni. Solo nel 1801 la famiglia Grataroli ne fece acquisto dai Camerata nobili di Ancona, che ne erano entrati in possesso dopo il fallimento di Gianmaria Cassotti figlio di Zovanino. I Grataroli già nel 1818 rivendevano la casa ai confinanti conti Maffeis. Il palazzo ha una pianta speculare rispetto a quella del vicino palazzo al numero 70 di Pignolo, costruito a partire dai primi anni del Cinquecento da Paolo Cassotti fratello di Zovanino. Ciò spiega l'inconsueto portale gemello dei due palazzi.
Risulta che Francesco Maria I Della Rovere capitano generale dell'esercito Veneziano venne ospitato dai due fratelli Cassotti nel 1525. Il palazzo con accesso al n. 74 della via fu costruito per iniziativa del mercante Antonio Bolis a partgire dal 1577.
Il cortile del palazzo di Zovanino e il corpo di fabbrica retrostante fu costruito su progetto di uno dei figli di Alessio Agliardi, consuocero di Zovanino. Il palazzo divenne proprietà della famiglia Maffeis durante l'Ottocento., e dal 1947 è di proprietà dalla famiglia De Beni.
I due palazzi pur mantenendo la diversa numerazione civica, internamente sono stati uniti conferendo all'immobile uniformità. La ricchezza degli arredi ha permesso che alcune scene del film girato nel 1948 dedicato al musicista Gaetano Donizetti avente per interprete Amedeo Nazzari, furono realizzate nelle sale del palazzo. rivendevan 

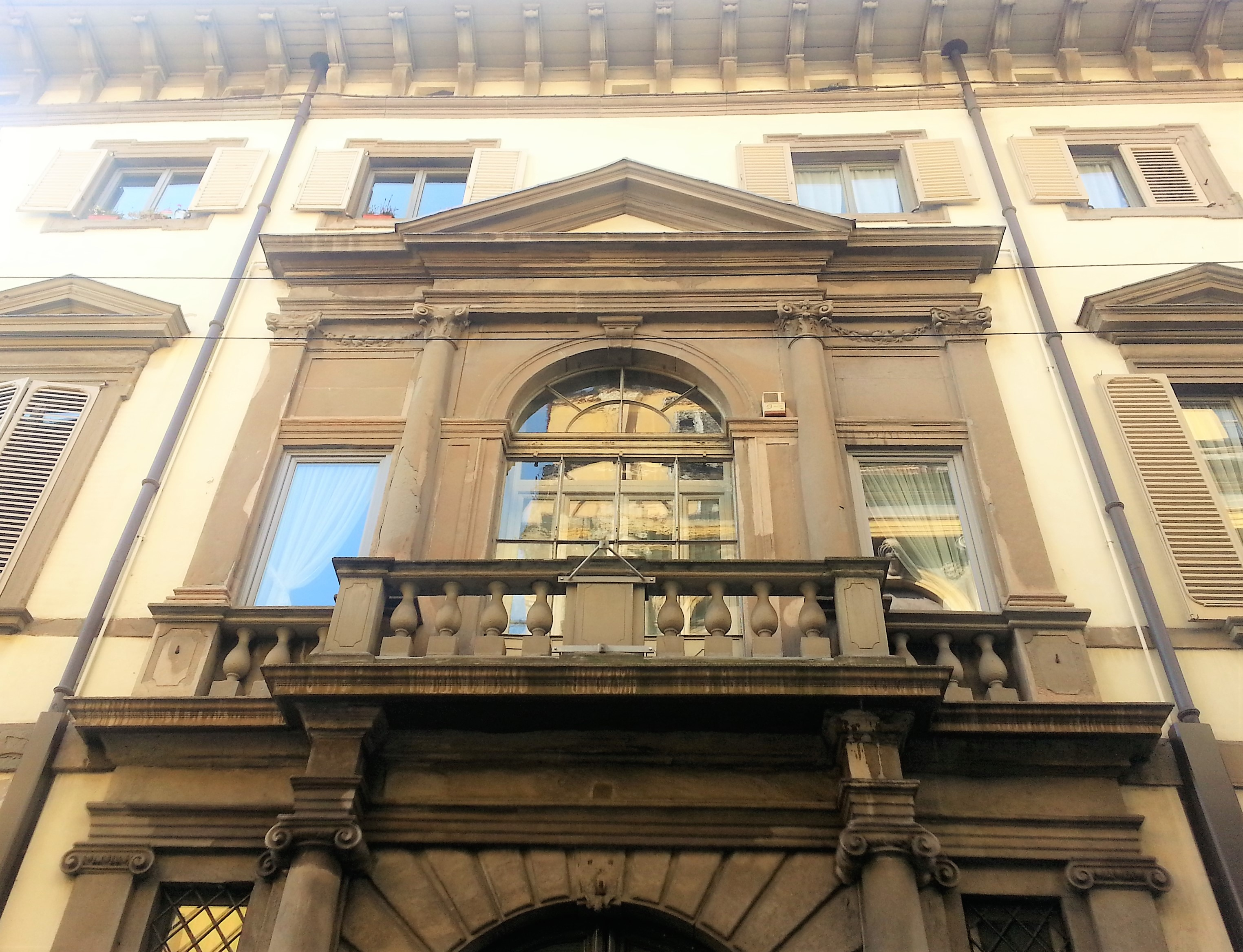
Palazzo Grataroli e casa Marenzi 2

## Descrizione
Il palazzo, pur mantenendo la doppia numerazione civica, è stato internamente riunito e uniformato dai conti Maffeis, eliminandone i confini interni ma senza modifiche radicali agli antichi ambienti.

### Ex Grataroli
La parte del palazzo già di Zovanino Cassotti, che si presenta per primo salendo via Pignolo, nella parte che si affaccia sulla via non ha nessun elemento decorativo contrariamente alla parte interna dove c'è un cortile porticato posto su tre lati tra i più belli degli edifici rinascimentali della città. L'elegante porticato ha una configurazione architravata a pianterreno sovrastata da un parapetto al piano superiore dove si ripete nel motivo a colonne con arcate a tutto sesto che poggiano su colonnine. La parte termina con una fascia liscia che rende visibile la gronda del tetto. Il complesso è composto da un primo fabbricato su via Pignolo di mt. 15,5 con una profondità di mt. 18,20 che, tramite il cortile porticato interno, si collega con un ulteriore fabbricato di 22,3 m di profondità che si affaccia su di un grande giardino che collega la proprietà con via santa Elisabetta. Luigi Angelini ne diede una precisa descrizione. 
La parte sicuramente più interessante è quella del cortile interno. La pavimentazione si presenta in fasce di pietra che si congiungono in una lastra di pietra arenaria centrale e completo di mattoncini. Il pianterreno si presenta con piattabande, il piano superiore è loggiato con la presenza di piattabande nella parte verso la strada, mentre sul lato opposto le colonnine sono collegate da arcate circolari. Le quindici colonne hanno differenti capitelli a volute ripiegate, festoni e foglie ripiegate. Gli spazi presenta raffigurazioni, tra queste una figura seduta a uno scrittoio con l'epigrafe Hoc fac ed vivens e la data 1515.

Dal cortile si ha accesso al due salottini che conducono al salone, anticamente la sede del Circolo artistico, riccamente decorato, dopo i saccheggi ottocenteschi, da 
Romeo Bonomelli e Gian Battista Galizzi, il salone ha un fregio raffigurante amorini che suonano differenti strumenti musicali.

### Ex Zanino Casotti de Mazzoleni
Il fabbricato al n. 72 di via Pignolo, realizzato intorno al 1515, data incisa nel basamento di una colonna del porticato, su progetto di un  figlio di Alessio Agliardi, probabilmente Bonifacio, si presenta con una facciata molto semplice su via Pignolo. Il portone di grandi dimensioni con due colonne laterali sormontato da un balcone a colonnette si apre su di una grande finestra arcata e altre due di dimensioni inferiori laterali al n. 74 della via fa parte della fabbrica iniziata nel 1567 dal mercante Antonio Bolis, con importanti modifiche risalenti al primo Settecento da parte di una famiglia Tasso che ne era allora proprietaria, e completato all'inizio dell'800 dai conti Maffeis su progetto dell'architetto Simone Elia. Il piano terra presenta due finestre quadrate con contorni in pietra arenaria. La prima parte del fabbricato si affaccia su di un cortile interno che prosegue con la seconda parte di fabbricato dal quale si accede al cortile. 

La prima parte dell'edificio al n. 74 è riccamente affrescata in stile neoclassico dei primi anni del XIX secolo, presente al piano terra il salone dei ricevimenti. Di notevole valore la sala adornata da stucchi e bassorilievi che raffigurano scene di campagna, danze di amorini, e nicchie con la statua di Apollo opere di Grazioso Rusca datate 1810. Il piano nobile ha sale ugualmente affrescate e decorate. Ottima descrizione ne venne eseguita da Luigi Angelini.
(Luigi Angelini)